# Dekanat wierzbicki
Dekanat wierzbicki – jeden z 29 dekanatów w rzymskokatolickiej diecezji radomskiej. 
Utworzony w 1994 roku, z części dekanatu szydłowieckiego. 

## Położenie
Dekanat położony jest w diecezji radomskiej w metropolii częstochowskiej. Od południa sąsiaduje z dekanatem Starachowice-Północ, od zachodu z dekanatem szydłowieckim, od wschodu z iłżeckim, a od północy z dekanatem Radom-Południe.
Dekanat obejmuje w całości gminy Jastrząb i Mirów powiatu szydłowieckiego oraz gminę Wierzbica powiatu radomskiego. Ponadto obejmuje części gminy Mirzec w powiecie starachowickim i Kowala w powiecie radomskim.

## Parafie
- św. Andrzeja Boboli w Bardzicach
- św. Judy Tadeusza w Dąbrówce Warszawskiej
- św. Edwarda Wyznawcy w Gąsawach Rządowych
- św. Jana Chrzciciela w Jastrzębiu
- Matki Boskiej Królowej Polski w Łączanach
- Matki Boskiej Częstochowskiej w Mirowie Starym
- Matki Boskiej Częstochowskiej w Osinach
- Najświętszego Serca Jezusowego w Rudzie Wielkiej
- św. bpa Stanisława w Wierzbicy